# Dintikon
Dintikon (schweizertyska: Dintike) är en ort och kommun i distriktet Lenzburg i kantonen Aargau, Schweiz. Kommunen har 2 432 invånare (2023).